# (272746) Paoladiomede
(272746) Paoladiomede est un astéroïde de la ceinture principale.

## Description
(272746) Paoladiomede est un astéroïde de la ceinture principale. Il fut découvert le 29 décembre 2005 à Suno par Sergio Foglia. Il présente une orbite caractérisée par un demi-grand axe de 2,77 UA, une excentricité de 0,19 et une inclinaison de 7,0° par rapport à l'écliptique.

## Compléments